# Don Everly
Isaac Donald "Don" Everly (1 de febrero de 1937-21 de agosto de 2021) fue un músico y compositor estadounidense. Fue miembro del dúo The Everly Brothers desde 1957 hasta 1973 y de nuevo desde 1983 con su hermano menor Phil.

## The Everly Brothers
El dúo se crio en una familia de músicos, apareciendo por primera vez en la radio cantando junto a su padre Ike Everly y su madre Margaret Everly como "The Everly Family" en la década de 1940. Cuando los hermanos aún estaban en el instituto, se ganaron la atención de destacados músicos de Nashville, como Chet Atkins, que empezó a promocionarlos para conseguir atención nacional.
Comenzaron a escribir y grabar su propia música en 1956, y su primera canción de éxito llegó en 1957, con "Bye Bye Love", escrita por Felice and Boudleaux Bryant. La canción alcanzó el número 1 en la primavera de 1957, y le siguieron otros éxitos hasta 1958, muchos de ellos escritos por los Bryant, como "Wake Up Little Susie", "All I Have to Do Is Dream" y "Problems". En 1960, firmaron con la gran discográfica Warner Bros Records y grabaron "Cathy's Clown", escrita por los propios hermanos, que fue su single más vendido. Los hermanos se alistaron en la Reserva del Cuerpo de Marines de los Estados Unidos en 1961, y su producción disminuyó, aunque siguieron grabando sencillos de éxito hasta 1962, siendo "That's Old Fashioned (That's the Way Love Should Be)" su último éxito en el top 10.
Las prolongadas disputas con Wesley Rose, director general de Acuff-Rose Music, que gestionaba el grupo, y el creciente consumo de drogas en la década de 1960, así como los cambios en los gustos de la música popular, provocaron el declive de la popularidad del grupo en su país de origen, aunque los hermanos siguieron lanzando sencillos de éxito en el Reino Unido y Canadá y realizaron muchas giras de gran éxito a lo largo de la década de 1960. A principios de la década de 1970, los hermanos empezaron a grabar en solitario y en 1973 se separaron oficialmente. A partir de 1983, los hermanos volvieron a reunirse y siguieron actuando periódicamente hasta la muerte de Phil en 2014. Don murió siete años después.
El grupo tuvo una gran influencia en la música de la generación que le siguió. Muchos de los grupos más importantes de la década de 1960 estuvieron muy influenciados por el canto en armonía y la guitarra acústica de los Everly Brothers, como The Beatles, The Beach Boys, The Bee Gees y Simon & Garfunkel. En 2015, Rolling Stone situó a los Everly Brothers en el puesto número 1 de su lista de los 20 mejores dúos de todos los tiempos. Fueron incluidos en el Salón de la Fama del Rock and Roll como parte de la clase inaugural de 1986, y en el Salón de la Fama del Country en 2001.

## Carrera en solitario
Don consiguió cierto éxito en las listas de éxitos de country de Estados Unidos a mediados y finales de los años 70, en Nashville con su grupo, Dead Cowboys, y tocando con Albert Lee. También actuó en solitario en un festival anual de música country en Londres a mediados de 1976. Su aparición fue bien recibida, y recibió "aplausos atronadores", aunque los críticos señalaron que la actuación fue irregular.
Don grabó "Everytime You Leave" con Emmylou Harris en su álbum de 1979 Blue Kentucky Girl.
Don asistió al Annual Music Masters cuando el Salón de la Fama del Rock and Roll rindió homenaje a los Everly Brothers el 25 de octubre de 2014. Don subió al escenario del State Theater e interpretó el clásico éxito de los Everly "Bye Bye Love".  Su última actuación fue una aparición como invitado con Paul Simon en la gira de despedida de Simon en 2018 en Nashville. Don y Simon interpretaron "Bye Bye Love", con Simon en la armonía de tenor original de Phil Everly.

## Vida personal
Don Everly afirmó en una entrevista de 2014 con Los Angeles Times que había dejado de fumar a finales de la década de 1960 y que Phil también había dejado de hacerlo, pero que empezó de nuevo durante su ruptura y había continuado hasta 2001. Don dijo que la debilidad de los pulmones era cosa de familia, ya que su padre, Ike, había muerto de la enfermedad del pulmón negro. Admitió que había vivido "una vida muy difícil" con su hermano y que él y Phil se habían distanciado de nuevo en los últimos años, algo que se atribuyó principalmente a "sus puntos de vista enormemente diferentes sobre la política y la vida", siendo la música lo único que compartían estrechamente, diciendo: "es casi como si pudiéramos leer la mente del otro cuando cantamos". Sin embargo, Don también declaró que no había superado la muerte de Phil, diciendo: "Siempre pensé en él todos los días, incluso cuando no nos hablábamos. Todavía me impacta que se haya ido". Don añadió que siempre había creído firmemente que moriría antes que su hermano, porque era mayor. En una entrevista de 2016, Don dijo que todavía estaba afrontando la pérdida de Phil y que había guardado algunas de las cenizas de su hermano en su casa. Añadió que todas las mañanas recogía las cenizas y les daba los "buenos días", al tiempo que admitía que era un ritual peculiar.
Don apoyó públicamente a Hillary Clinton para las elecciones presidenciales de 2016 en enero de ese año. Era la primera vez que apoyaba públicamente a un candidato político. Don declaró que, tras la muerte de su hermano Phil, se sintió libre para expresar sus puntos de vista más abiertamente, señalando que los puntos de vista opuestos de los hermanos les habían impedido prestar un apoyo activo a los candidatos políticos.
El 21 de agosto de 2021, Don murió en su casa de Nashville, a los 84 años.